# Amstel Gold Race 1967
La 2ª edición de la Amstel Gold Race se disputó el 15 de abril de 1967 en la provincia de Limburg (Países Bajos). La carrera constó de una longitud total de 213 km, entre Helmond y Meerssen.
El vencedor final fue el holandés Arie den Hartog (Bic-Hutchinson) fue el vencedor de esta edición al imponerse al esprint en la línea de meta de Meerssen. Los también holandeses Cees Lute (Romeo-Smiths) y Harry Steevens (Caballero) fueron segundo y tercero respectivamente. 

## Clasificación final
| Pos. | Ciclista            | Equipo                | Tiempo     |
| ---- | ------------------- | --------------------- | ---------- |
| 1    | Arie den Hartog     | Bic-Hutchinson        | 4h 51' 00" |
| 2    | Cees Lute           | Romeo-Smiths          | m. t.      |
| 3    | Harry Steevens      | Caballero             | m. t.      |
| 4    | Wim Schepers        | Caballero             | m. t.      |
| 5    | Bart Zoet           | Televizier-Batavus    | m. t.      |
| 6    | Eddy Beugels        | Mercier-Hutchinson-BP | m. t.      |
| 7    | Jean-Louis Bodin    | Mercier-Hutchinson-BP | m. t.      |
| 8    | Georges Chappe      | Mercier-Hutchinson-BP | m. t.      |
| 9    | Jos van der Vleuten | Televizier-Batavus    | m. t.      |
| 10   | Jan Tummers         | Willem II-Gazelle     | m. t.      |